# EP u amaterskom boksu 1961.
14. Europsko prvenstvo u amaterskom boksu 1961. se održalo od 3. – 10. lipnja 1961. u ondašnjoj Jugoslaviji, u srbijanskom gradu Beogradu.
Boksači su se po borili za odličja u deset težinskih kategorija. Sudjelovalo je 146 boksača iz 21 države.
Boksači iz SSSR-a su osvojili 5 naslova prvaka, iz Italije su osvojili 2, a iz Poljske, Škotske i Engleske po 1 naslov prvaka.
| Kategorija            | zlato            | srebro               | bronca                                |
| muha (-51 kg)         | Paolo Vacca      | Vladimir Stoljnjikov | Fritz Chervet Otto Babiasch           |
| bantam (-54 kg)       | Sergej Sivko     | Piotr Gutman         | Nicolae Puiu Primo Zamparini          |
| pero (-57 kg)         | Francis Taylor   | Aleksandr Sasušin    | Constantin Gheorghiu Heinz Schulz     |
| laka (-60 kg)         | Dick McTaggart   | Petar Benedek        | Paul Warwick János Kajdi              |
| poluvelter (-63,5 kg) | Alojz Tuminsz    | Ljubiša Mehović      | Marian Kasprzyk Pierre Cosentino      |
| velter (-67 kg)       | Ričardas Tamulis | Max Meier            | Ian McKenzie Jean Josselin            |
| polusrednja (-71 kg)  | Boris Lagutin    | Hans-Dieter Neidel   | Erich Schichta Virgil Badea           |
| srednja (-75 kg)      | Tadeusz Walasek  | Jevgenij Feofanov    | Franz Frauenlob Dragoslav Jakovljević |
| poluteška (-81 kg)    | Giulio Saraudi   | Gheorghe Negrea      | Zdzisław Józefowicz Jack Bodell       |
| teška (+81 kg)        | Andrej Abramov   | Benito Penna         | Zbigniew Gugniewicz Günter Siegmund   |